# صموئيل إس. كوكس
صموئيل إس. كوكس (بالإنجليزية: Samuel S. Cox)‏ هو محامي وصحفي ودبلوماسي ومُحرِّر وسياسي أمريكي، ولد في 30 سبتمبر 1824 في الولايات المتحدة، وتوفي بنفس المكان في 10 سبتمبر 1889. حزبياً، نشط في الحزب الديمقراطي. انتخب سفير وانتخب عضو مجلس النواب الأمريكي.